# Wyethia
Wyethia là một chi thực vật có hoa trong họ Cúc (Asteraceae).

## Loài
Chi Wyethia gồm các loài: